# Campionati europei under 23 di atletica leggera 1997
Il I Campionato europeo under 23 di atletica leggera si è disputato a Turku, in Finlandia, dal 10 al 13 luglio 1997.

## Nazioni partecipanti
Tra parentesi, il numero di atleti partecipanti per nazione.
- Albania (2)
- Armenia (1)
- Austria (6)
- Belgio (10)
- Bielorussia (25)
- Bulgaria (6)
- Rep. Ceca (22)
- Cipro (5)
- Croazia (3)
- Danimarca (3)

- Estonia (4)
- Finlandia (34)
- Francia (47)
- Germania (55)
- Grecia (12)
- Irlanda (10)
- Islanda (2)
- Israele (3)
- Italia (48)

- Jugoslavia (7)
- Lettonia (7)
- Lituania (4)
- Norvegia (15)
- Paesi Bassi (11)
- Polonia (39)
- Portogallo (10)
- Gran Bretagna (31)
- Romania (18)

- Russia (60)
- Slovacchia (3)
- Slovenia (9)
- Spagna (36)
- Svezia (30)
- Svizzera (10)
- Turchia (10)
- Ucraina (27)
- Ungheria (27)

## Risultati
I risultati del campionato sono stati:

### Uomini
| Specialità | Oro                                                                    | Prestazione | Argento                                                                      | Prestazione | Bronzo                                                                | Prestazione |
| Corse piane |                                                                        |             |                                                                              |             |                                                                       |             |
| 100 metri | Ángelos Pavlakákis Grecia                                              | 10"18       | Carlos Calado Portogallo                                                     | 10"29       | Marlon Devonish Gran Bretagna                                         | 10"32       |
| 200 metri | Julian Golding Gran Bretagna                                           | 20"46       | Alessandro Attene Italia                                                     | 20"68       | Ryszard Pilarczyk Polonia                                             | 20"87       |
| 400 metri | Mark Hylton Gran Bretagna                                              | 45"71       | Piotr Haczek Polonia                                                         | 45"72       | Kjell Provost Belgio                                                  | 45"99       |
| 800 metri | Andrea Longo Italia                                                    | 1'46"49     | André Bucher Svizzera                                                        | 1'47"13     | Grzegorz Krzosek Polonia                                              | 1'47"45     |
| 1.500 metri | Reyes Estévez Spagna                                                   | 3'42"37     | Carlos García Spagna                                                         | 3'43"24     | Alexandru Vasile Romania                                              | 3'43"36     |
| 5.000 metri | Simone Zanon Italia                                                    | 13'45"90    | Rachid Berradi Italia                                                        | 13'47"08    | Sergey Lukin Russia                                                   | 13'48"04    |
| 10.000 metri | Rachid Berradi Italia                                                  | 28'31"12    | Serhiy Lebid Ucraina                                                         | 28'39"71    | Simone Zanon Italia                                                   | 28'56"33    |
| Corse a ostacoli |                                                                        |             |                                                                              |             |                                                                       |             |
| 110 metri ostacoli | Frank Busemann Germania                                                | 13"54       | Sven Pieters Belgio                                                          | 13"56       | Andrey Kislykh Russia                                                 | 13"56       |
| 400 metri ostacoli | Lukáš Souček Rep. Ceca                                                 | 49"08       | Marcel Schelbert Svizzera                                                    | 49"43       | Xavier Ravenet Francia                                                | 49"63       |
| 3000 metri siepi | Luciano Di Pardo Italia                                                | 8'34"24     | Vincent Le Dauphin Francia                                                   | 8'36"92     | Konstantin Tomskiy Russia                                             | 8'37"81     |
| Corse su strada |                                                                        |             |                                                                              |             |                                                                       |             |
| 20 km marcia | Aigars Fadejevs Lettonia                                               | 1h19'58"    | Paquillo Fernández Spagna                                                    | 1h21'59"    | Artur Meleshkevich Bielorussia                                        | 1h22'26"    |
| Staffette |                                                                        |             |                                                                              |             |                                                                       |             |
| Staffetta 4x100 m | Gran Bretagna Dan Money Marlon Devonish Jamie Henthorn Julian Golding  | 38"99       | Polonia Marcin Krzywański Dariusz Adamczyk Piotr Balcerzak Ryszard Pilarczyk | 39"27       | Germania Alexander Kosenkow Eduard Martin Patrik Weimer Uwe Eisenbeis | 39"45       |
| Staffetta 4x400 m | Polonia Ryszard Pilarczyk Piotr Długosielski Jacek Bocian Piotr Haczek | 3'03"07     | Rep. Ceca David Nikodým Lukáš Souček Jan Štejfa Jiří Mužík                   | 3'04"13     | Germania Thomas Goller Maik Liebe Lars Figura Carlos Gachanja         | 3'04"32     |
| Salti |                                                                        |             |                                                                              |             |                                                                       |             |
| Salto in alto | Staffan Strand Svezia                                                  | 2,28 m      | Martin Buß Germania                                                          | 2,24 m      | Marcin Kaczocha Polonia                                               | 2,24 m      |
| Salto con l'asta | Yevgeniy Smiryagin Russia                                              | 5,70 m      | Montxu Miranda Spagna                                                        | 5,50 m      | Petr Špaček Rep. Ceca                                                 | 5,50 m      |
| Salto in lungo | Carlos Calado Portogallo                                               | 8,32 m      | Kirill Sosunov Russia                                                        | 8,30 m      | Oleksiy Lukashevych Ucraina                                           | 8,09 m      |
| Salto triplo | Vyacheslav Taranov Russia                                              | 16,95 m     | Marat Safiullin Russia                                                       | 16,29 m     | Tayo Erogbobgo Gran Bretagna                                          | 16,28 m     |
| Lanci |                                                                        |             |                                                                              |             |                                                                       |             |
| Getto del peso | Conny Karlsson Finlandia                                               | 19,48 m     | Gunnar Pfingsten Germania                                                    | 19,11 m     | Andreas Gustafsson Svezia                                             | 19,09 m     |
| Lancio del disco | Andrzej Krawczyk Polonia                                               | 59,54 m     | Timo Sinervo Finlandia                                                       | 57,20 m     | Kiril Chuprinin Ucraina                                               | 56,78 m     |
| Lancio del martello | Ivan Tsikhan Bielorussia                                               | 77,46 m     | Szymon Ziółkowski Polonia                                                    | 73,68 m     | Nikolay Avlasevich Bielorussia                                        | 72,40 m     |
| Lancio del giavellotto | Pietari Skyttä Finlandia                                               | 81,58 m     | Matti Närhi Finlandia                                                        | 80,72 m     | Christian Nicolay Germania                                            | 78,18 m     |
| Prove multiple |                                                                        |             |                                                                              |             |                                                                       |             |
| Decathlon | Klaus Isekenmeier Germania                                             | 7.926 p.    | Oleksandr Yurkov Ucraina                                                     | 7.888 p.    | Pierre-Alexandre Vial Francia                                         | 7.866 p.    |
| record mondiale; record mondiale stagionale; miglior prestazione mondiale under 23; miglior prestazione mondiale stagionale under 23; record europeo; miglior prestazione europea stagionale; miglior prestazione europea under 23; miglior prestazione europea stagionale under 23; record dei campionati; record nazionale; record nazionale under 23; record personale; record personale stagionale. |                                                                        |             |                                                                              |             |                                                                       |             |

### Donne
| Specialità | Oro                                                                     | Prestazione | Argento                                                                   | Prestazione | Bronzo                                                                | Prestazione |
| Corse piane |                                                                         |             |                                                                           |             |                                                                       |             |
| 100 metri | Nora Ivanova Bulgaria                                                   | 11"50       | Esther Möller Germania                                                    | 11"53       | Marie-Joelle Dogbo Francia                                            | 11"54       |
| 200 metri | Hana Benešová Rep. Ceca                                                 | 22"57       | Shanta Ghosh Germania                                                     | 22"80       | Katia Benth Francia                                                   | 23"19       |
| 400 metri | Allison Curbishley Gran Bretagna                                        | 50"85       | Hana Benešová Rep. Ceca                                                   | 51"82       | Claudia Angerhausen Germania                                          | 53"45       |
| 800 metri | Irina Nedelenko Ucraina                                                 | 2'01"72     | Dorota Fiut Polonia                                                       | 2'02"44     | Lyudmila Goncharova Russia                                            | 2'02"72     |
| 1.500 metri | Andrea Šuldesová Rep. Ceca                                              | 4'13"92     | Lidia Chojecka Polonia                                                    | 4'14"70     | Natalya Chernyshova Ucraina                                           | 4'15"43     |
| 5.000 metri | Oksana Zheleznyak Russia                                                | 15'45"22    | Cristina Iloc Romania                                                     | 15'46"59    | Marta Domínguez Spagna                                                | 15'49"96    |
| 10.000 metri | Olivera Jevtić Jugoslavia                                               | 32'44"22    | Annemari Sandell Finlandia                                                | 32'48"57    | Stine Larsen Norvegia                                                 | 33'11"09    |
| Corse a ostacoli |                                                                         |             |                                                                           |             |                                                                       |             |
| 100 metri ostacoli | Irina Korotya Russia                                                    | 12"97       | Diane Allahgreen Gran Bretagna                                            | 13"03       | Johanna Halkoaho Finlandia                                            | 13"35       |
| 400 metri ostacoli | Rikke Rønholt Danimarca                                                 | 57"22       | Vicki Jamison Gran Bretagna                                               | 57"43       | Małgorzata Pskit Polonia                                              | 57"68       |
| Corse su strada |                                                                         |             |                                                                           |             |                                                                       |             |
| 10 km marcia | Olga Panfyorova Russia                                                  | 43'33"      | María Vasco Spagna                                                        | 44'01"      | Susana Feitor Portogallo                                              | 44'26"      |
| Staffette |                                                                         |             |                                                                           |             |                                                                       |             |
| Staffetta 4x100 m | Germania Esther Möller Shanta Ghosh Nancy Kette Silke Eichmann          | 43"94       | Russia Yelena Tishkova Irina Korotya Olga Maksimova Yuliya Vertyanova     | 44"41       | Italia Elena Apollonio Elena Sordelli Manuela Grillo Manuela Levorato | 44"73       |
| Staffetta 4x400 m | Gran Bretagna Vicki Jamison Jo Sloane Jeina Mitchell Allison Curbishley | 3'32"81     | Germania Nicole Marahrens Shanta Ghosh Claudia Gesell Claudia Angerhausen | 3'33"77     | Rep. Ceca Jitka Burianová Eva Kasalová Andrea Šuldesová Hana Benešová | 3'33"83     |
| Salti |                                                                         |             |                                                                           |             |                                                                       |             |
| Salto in alto | Yuliya Lyakhova Russia                                                  | 1,97 m      | Kajsa Bergqvist Svezia                                                    | 1,93 m      | Daniela Rath Germania                                                 | 1,91 m      |
| Salto con l'asta | Eszter Szemerédi Ungheria                                               | 4,10 m      | Janet Zach Germania                                                       | 4,05 m      | Sabine Schulte Germania Monique de Wilt Paesi Bassi                   | 3,80 m      |
| Salto in lungo | Tatyana Kotova Russia                                                   | 6,57 m      | Cristina Nicolau Romania                                                  | 6,43 m      | Sofia Schulte Germania                                                | 6,39 m      |
| Salto triplo | Cristina Nicolau Romania                                                | 14,22 m     | Anja Valant Slovenia                                                      | 13,98 m     | Heli Koivula Kruger Finlandia                                         | 13,88 m     |
| Lanci |                                                                         |             |                                                                           |             |                                                                       |             |
| Getto del peso | Nadine Kleinert Germania                                                | 18,27 m     | Corrie de Bruin Paesi Bassi                                               | 18,06 m     | Yanina Karolchyk Bielorussia                                          | 13,98 m     |
| Lancio del disco | Corrie de Bruin Paesi Bassi                                             | 57,72 m     | Kathleen Hering Germania                                                  | 56,78 m     | Yanina Karolchyk Bielorussia                                          | 56,36 m     |
| Lancio del martello | Mihaela Melinte Romania                                                 | 70,26 m     | Simone Mathes Germania                                                    | 64,38 m     | Lyn Sprules Gran Bretagna                                             | 61,70 m     |
| Lancio del giavellotto | Taina Uppa Finlandia                                                    | 56,48 m     | Alina Serdyuk Bielorussia                                                 | 55,56 m     | Merja Pitkänen Finlandia                                              | 55,24 m     |
| Prove multiple |                                                                         |             |                                                                           |             |                                                                       |             |
| Eptathlon | Kathleen Gutjahr Germania                                               | 6.130 p.    | Yuliya Akulenko Ucraina                                                   | 6.117 p.    | Diana Koritskaya Russia                                               | 6.014 p.    |
| record mondiale; record mondiale stagionale; miglior prestazione mondiale under 23; miglior prestazione mondiale stagionale under 23; record europeo; miglior prestazione europea stagionale; miglior prestazione europea under 23; miglior prestazione europea stagionale under 23; record dei campionati; record nazionale; record nazionale under 23; record personale; record personale stagionale. |                                                                         |             |                                                                           |             |                                                                       |             |

## Medagliere
Legenda
     Paese ospitante
| Posizione | Paese         | Oro | Argento | Bronzo | Totale |
| --------- | ------------- | --- | ------- | ------ | ------ |
| 1         | Russia        | 7   | 3       | 5      | 15     |
| 2         | Germania      | 5   | 8       | 7      | 20     |
| 3         | Gran Bretagna | 5   | 2       | 3      | 10     |
| 4         | Italia        | 4   | 2       | 2      | 8      |
| 5         | Finlandia     | 3   | 3       | 3      | 9      |
| 6         | Rep. Ceca     | 3   | 2       | 2      | 7      |
| 7         | Polonia       | 2   | 5       | 4      | 11     |
| 8         | Romania       | 2   | 2       | 1      | 5      |
| 9         | Spagna        | 1   | 4       | 1      | 6      |
| 10        | Ucraina       | 1   | 3       | 3      | 7      |
| 11        | Bielorussia   | 1   | 1       | 4      | 6      |
| 12        | Paesi Bassi   | 1   | 1       | 1      | 3      |
| 12        | Portogallo    | 1   | 1       | 1      | 3      |
| 12        | Svezia        | 1   | 1       | 1      | 3      |
| 15        | Bulgaria      | 1   | 0       | 0      | 1      |
| 15        | Danimarca     | 1   | 0       | 0      | 1      |
| 15        | Grecia        | 1   | 0       | 0      | 1      |
| 15        | Ungheria      | 1   | 0       | 0      | 1      |
| 15        | Lettonia      | 1   | 0       | 0      | 1      |
| 15        | Jugoslavia    | 1   | 0       | 0      | 1      |
| 21        | Svizzera      | 0   | 2       | 0      | 2      |
| 22        | Francia       | 0   | 1       | 4      | 5      |
| 23        | Belgio        | 0   | 1       | 1      | 2      |
| 24        | Slovenia      | 0   | 1       | 0      | 1      |
| 25        | Norvegia      | 0   | 0       | 1      | 1      |
| Totale    | Totale        | 43  | 43      | 44     | 130    |